# Ратватте, Рохват
Лохан Эвиндра Ратватте (22 июня 1968 — 15 августа 2025) — шри-ланкийский политик, занимавший посты государственного министра по делам драгоценных камней и ювелирных изделий, а также государственного министра по управлению тюрьмами и реабилитации заключённых. Представлял избирательный округ Канди в парламенте Шри-Ланки с 2010 по 2024 год.

## Биография
Родился 22 июня 1968 года в Канди в семье капитана Анурудды Ратватте и Карман Ратватте (в девичестве Рангала). Старший из двух братьев; младший брат — Махендра Ратватте. Семья Ратватте принадлежала к древнему роду Радала, происходящему от придворных Королевства Канди. Его дед, Харрис Леуке Ратватте, был законодателем колониальной эпохи. Образование получил в колледже Тринити в Канди, где играл в регби за клубы Kandy Sports Club и Upcountry.

## Политическая карьера
В 2009 году избран в Центральный провинциальный совет. В 2010 году стал членом парламента от округа Канди, представляя Шри-ланкийскую партию свободы. В 2012 году назначен главным организатором партии по округу Патхадумбара, сменив на этом посту своего отца. Занимал должность государственного министра по развитию дорог. Переизбирался в парламент в 2015 и 2020 годах. В 2020 году назначен государственным министром по делам драгоценных камней и ювелирных изделий, а в декабре того же года получил дополнительное назначение на пост государственного министра по управлению тюрьмами и реабилитации заключённых.

## Скандалы
В 2001 году обвинялся в убийстве десяти сторонников Шри-ланкийского мусульманского конгресса в Удатхалавинне во время парламентских выборов. В 2006 году Высокий суд Коломбо оправдал его по всем пунктам обвинения, однако пятеро телохранителей семьи Ратватте были признаны виновными и приговорены к смертной казни.
В сентябре 2021 года Ратватте оказался в центре скандала после того, как, находясь в состоянии алкогольного опьянения, ворвался в тюрьму Анурадхапура и угрожал тамильским политическим заключённым, заставляя их становиться на колени под дулом пистолета. После общественного резонанса он подал в отставку с поста государственного министра по управлению тюрьмами и реабилитации заключённых. В 2023 году на основе отчёта Комитета министерства юстиции, выявившего серьёзные нарушения прав человека, были призывы к его привлечению к ответственности по международным конвенциям.
В октябре 2024 года полиция изъяла незарегистрированный роскошный автомобиль из резиденции его жены в Мирихане. Впоследствии оба были арестованы и заключены под стражу.

## Смерть
Скончался 15 августа 2025 года в возрасте 57 лет в больнице Коломбо, где проходил лечение.